# Blattloser Ehrenpreis
Der Blattlose Ehrenpreis (Veronica aphylla), auch Nacktstiel-Ehrenpreis genannt, ist eine Pflanzenart aus der Gattung Ehrenpreis (Veronica) innerhalb der Familie der Wegerichgewächse (Plantaginaceae).

## Beschreibung

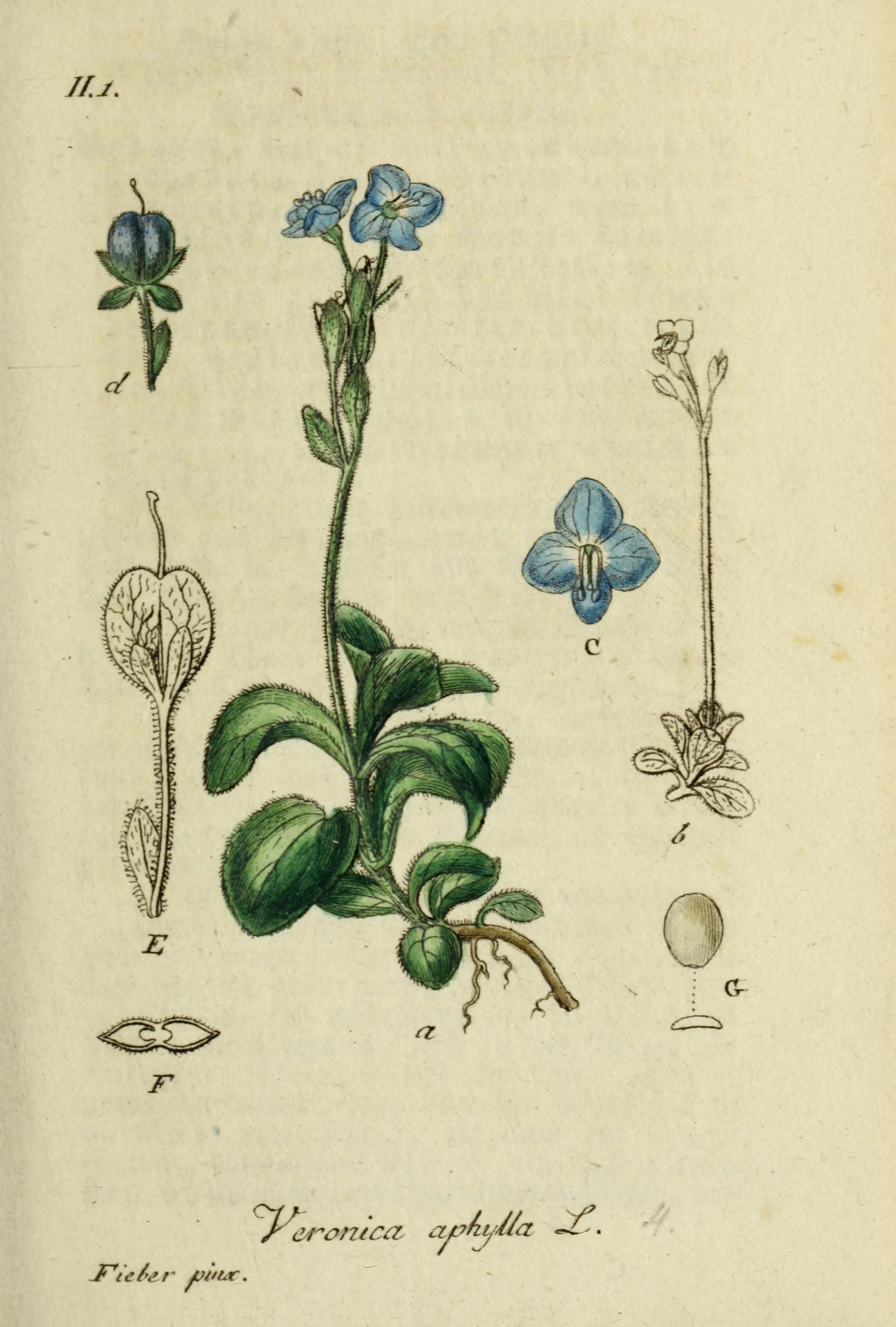
Illustration aus Jacob Sturm: Deutschlands Flora in Abbildungen nach der Natur, 1830

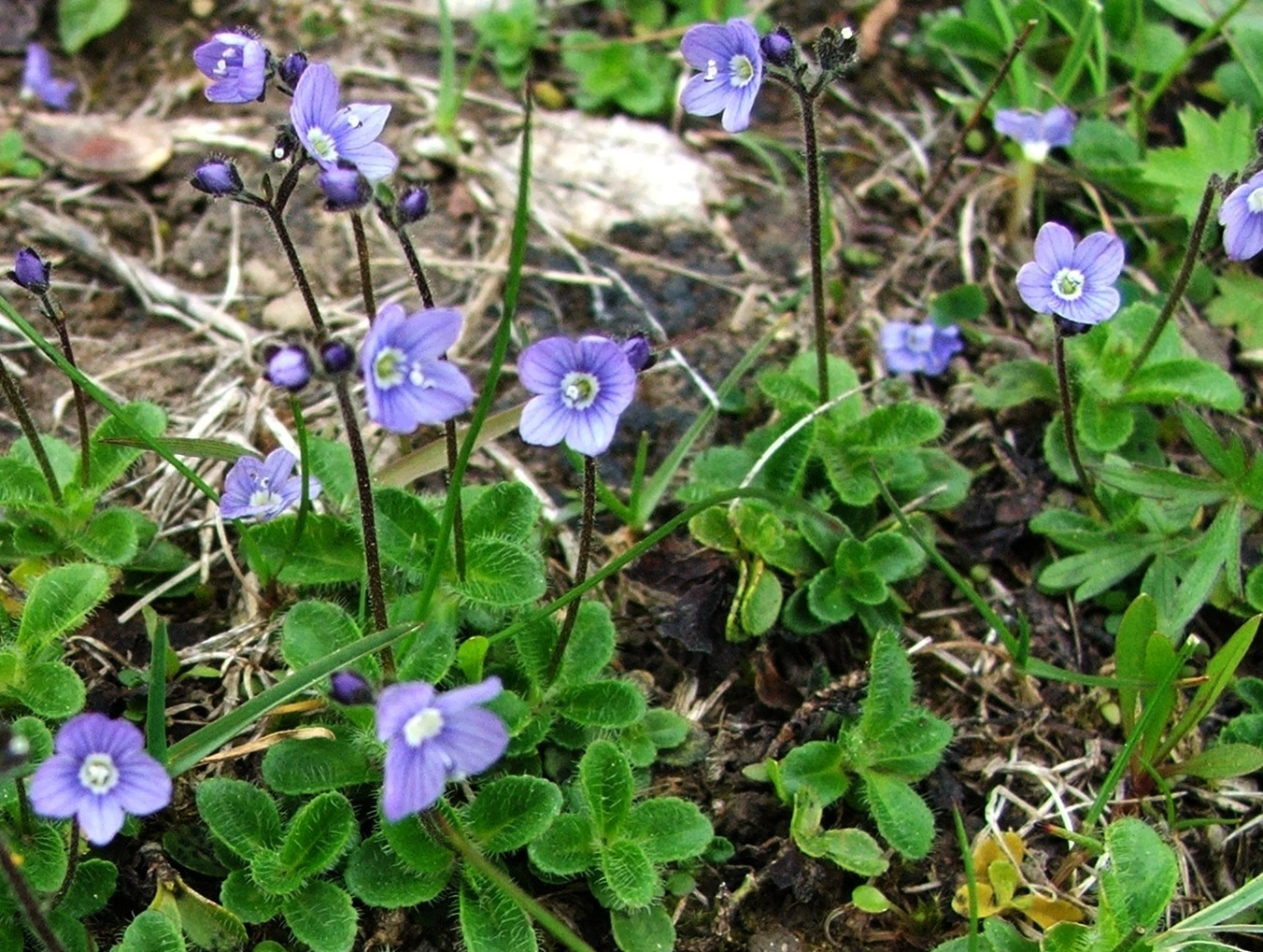
Habitus, Laubblätter, Blütenstand und Blüten mit Indument

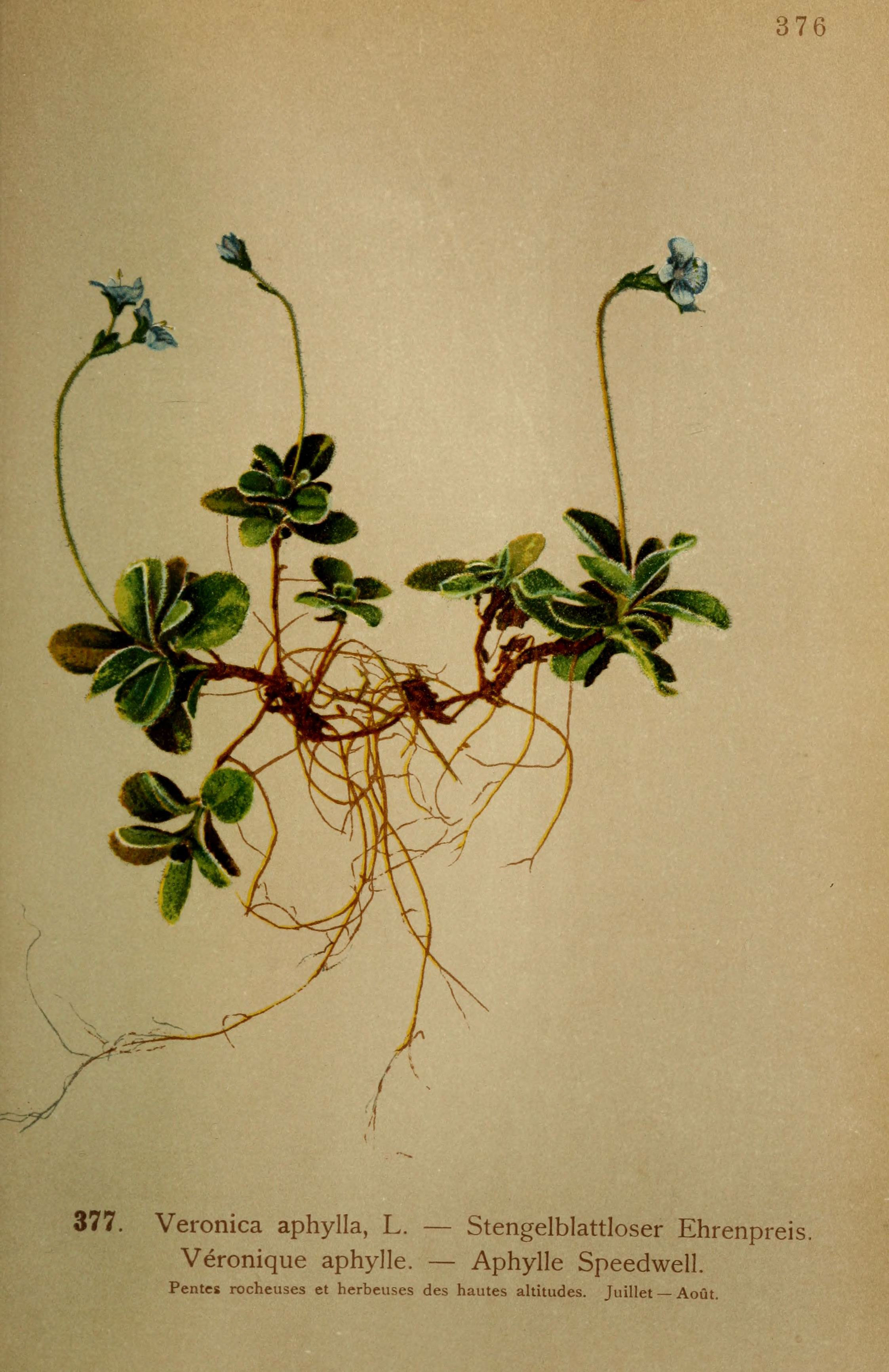
Illustration aus Atlas de la Flora Alpine, Tafel 377

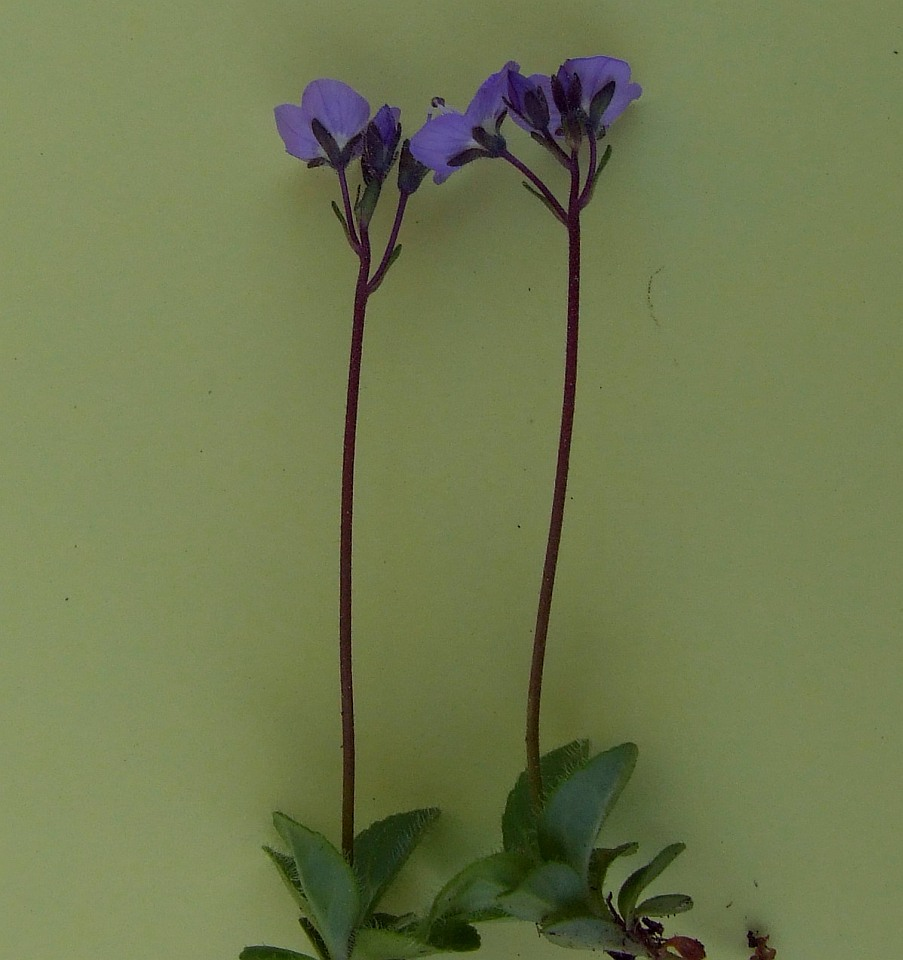
Habitus mit Blütenstand; gut zu erkennen ist auch die Behaarung der Laubblätter

### Vegetative Merkmale
Der Blattlose Ehrenpreis wächst als ausdauernde krautige Pflanze und erreicht Wuchshöhen von meist 3 bis 6 (1 bis 8) Zentimetern. Es werden dünne Ausläufer bodennah, unterirdisch ausgebildet. Alle oberirdischen Pflanzenteile sind behaart (Indument). Der Blattlose Ehrenpreis bildet einen niederliegenden, gestauchten, 1 bis 4 Zentimeter langen, Stängel, an dem die Laubblätter so dicht stehen, dass die Wirkung einer grundständigen Blattrosette entsteht.
Die gegenständig angeordneten Laubblätter sind kurz gestielt bis sitzend. Die einfache Blattspreite ist bei einer Länge von 1 bis zu 2 Zentimetern sowie einer Breite von 5 bis 10 Millimetern breit-eiförmig, eiförmig-elliptisch, elliptisch-länglich bis rundlich oder verkehrt-eiförmig und deutlich gekerbt. Die Blattspreite ist zerstreut bis dicht und lang behaart.

### Generative Merkmale
Die Blütezeit reicht von Juni bis August. Der aufrechte, 3 bis 6 Zentimeter lange, behaarte Blütenstandsschaft ist unbeblättert. Der traubige, drüsig behaarte Blütenstand enthält nur kleine Tragblätter und zwei bis sechs Blüten. Der Blütenstiel ist bis zu 10 Millimeter lang.
Die zwittrigen Blüten sind vierzählig mit doppelter Blütenhülle. Die vier drüsig behaarten Kelchblätter sind fast gleich, mit einer Länge von etwa 3 Millimetern länglich mit stumpfem oberen Ende. Die vier 6 bis 8 Millimeter langen Kronblätter sind blaulila-, lilafarben bis blauviolett oder satt blau mit dunkler radialen Streifen. Die Blütenkrone weist einen Durchmesser von 6 bis 8 Millimetern auf.
Die Kapselfrucht überragt den Kelch um das Zweifache. Die drüsige Kapselfrucht ist bei einer Länge von 7 bis 8 Millimetern und einer Breite von 5 bis 6,5 Millimetern abgeflacht, breit-elliptisch oder verkehrt-eiförmig sowie spitz ausgerandet. Der Griffel ist kürzer oder länger als die Frucht.

### Chromosomensatz
Die Chromosomengrundzahl beträgt x = 9; es liegt Diploidie mit einer Chromosomenzahl von 2n = 18 vor.

## Ökologie
Beim Blattlosen Ehrenpreis handelt es sich um einen mesomorphen Hemikryptophyten. Der Blattlose Ehrenpreis ist ein Wurzelkriecher.
Die Vermehrung erfolgt über Samen und vegetativ.
Der Blattlose Ehrenpreis ist selbstkompatibel. Es kann Bestäubung durch Insekten oder Selbstbestäubung erfolgen. Blütenökologisch handelt es sich um Blumen mit völlig verborgenem Nektar. Typische Bestäuber sind Bienen, Hummeln, Wespen, Bombyliden und Syrphiden.

## Vorkommen
Der Blattlose Ehrenpreis gedeiht in den Gebirgen von Mittel-, Ost-, Süd- bis Südosteuropa von den Pyrenäen über den Jura und die Alpen bis zu den Karpaten, im südlichen Italien und im zentralen Griechenland. Es gibt Fundortangaben für Spanien, Frankreich, Deutschland, Österreich, Liechtenstein, die Schweiz, Italien, Polen, die Slowakei, Slowenien, Serbien, Kroatien, Rumänien, Albanien, Griechenland, Moldawien und die Ukraine.
Die Vorkommen des Blattlosen Ehrenpreises liegen in den Kalkalpen sowie den Gebirgen Süd- und Mitteleuropas. In Österreich ist der Blattloser Ehrenpreis häufig in der alpinen Höhenstufe und fehlt im Burgenland sowie in Wien. In den Allgäuer Alpen steigt er am Gipfel des Nebelhorn in eine Höhenlage von bis zu 2224 Meter auf.
Der kalkliebende Blattlose Ehrenpreis besiedelt offene Stein- oder Magerrasen in schneegefegten Gratlagen, Schutt und Schneetälchen in Höhenlagen von 1200 bis 2800 Metern. Er kommt vor allem in Pflanzengesellschaften der Ordnung Seslerietalia oder des Elynion-Verbands, aber auch in Schneeboden-Gesellschaften (Salicetea herbaceae) vor.
Die Ökologische Zeigerwerte nach Landolt et al. 2010 sind: Feuchtezahl F 3 = mäßig feucht, Lichtzahl L 4 = hell, Reaktionszahl R 5 = basisch (pH 6,5 bis 8,5), Temperaturzahl T 1+ = unter-alpin, supra-subalpin und ober-subalpin (Arven-Lärchenwälder), Nährstoffzahl N 2 = nährstoffarm, Kontinentalitätszahl K 4 = subkontinental (niedrige relative Luftfeuchtigkeit, große Temperaturschwankungen, eher kalte Winter). Die Ökologische Zeigerwerte nach  Ellenberg sind: Lichtzahl L 8 = Halblicht- bis Volllichtpflanze, Temperaturzahl T 2 = Kälte- bis Kühlezeiger, Kontinentalitätszahl K 4 = gemäßigtes Seeklima zeigend, Feuchtezahl F 5 = Frischezeiger, Feuchtewechsel: keinen Wechsel der Feuchte zeigend, Reaktionszahl R 8 = Schwachbasen- bis Basen-/Kalkzeiger, Stickstoffzahl: 2 = ausgesprochene Stickstoffarmut bis Stickstoffarmut zeigend, Salzzahl: 0 = nicht salzertragend, Schwermetallresistenz: nicht schwermetallresistent.

## Taxonomie
Die Erstveröffentlichung von Veronica aphylla erfolgte 1753 durch Carl von Linné in Species Plantarum, 1, Seite 11. Das Artepitheton aphylla bedeutet „blattlos“. Synonyme für Veronica aphylla L. sind: Veronica nudicaulis Lam. nom. illeg., Veronica muelleri Schrank nom. illeg., Veronica depauperata Waldst. & Kit., Veronica subacaule Lam., Veronica longistyla Ball.

## Trivialnamen
Trivialnamen in anderen Sprachen sind:
- französisch: Véronique à tige nue[2]
- italienisch: Veronica minore[2]